# Mari Bårdseng Løvseth
Mari Bårdseng Løvseth (3 de junio de 2000) es una deportista noruega que compite en tiro, en la modalidad de rifle. Ganó una medalla de plata en el Campeonato Europeo de Tiro de 2024, en la prueba de rifle 3 posiciones 50 m mixto.

## Palmarés internacional
| Campeonato Europeo | Campeonato Europeo | Campeonato Europeo | Campeonato Europeo            |
| Año                | Lugar              | Medalla            | Prueba                        |
| ------------------ | ------------------ | ------------------ | ----------------------------- |
| 2024               | Osijek (Croacia)   | Medalla de plata   | Rifle 3 posiciones 50 m mixto |